# BAND JA NAIMON!
BAND JA NAIMON!（バンドじゃないもん！），中文：我們不是樂團!，英文：we are not a band!，簡稱：BAN MON（バンもん），是日本的六人女子偶像團體，2011年初組成，2018年11月9日起改稱為「バンドじゃないもん!MAXX NAKAYOSHI」，後者意譯可解作為「最好的朋友」（仲良し）。

## 概述
隊長みさこ有了「想跟女孩子一起做些甚麼來著」的想法，與透過認識人介紹的かっちゃん在2011年初結成。
「バンドじゃないもん!」這個團名是透過網絡募得所決定的。同年2月6日在下北沢GARDEN舉行LIVE而出道。

活動初開始時，是以四人的型態舉行LIVE。自2014年開始一直維持著六人的體制。

舊口號為「カサナルイズム!カナデルリズム!アイドル界のミクストメディア!」
口號後改為「ノーリミットラブアンドピース!」

## 成員

### 現成員
| 名字       | 鈴姫みさこ (Suzuki Misako)                               | 恋汐りんご (Koishio Ringo)                      | 七星ぐみ (Nanase Gumi) | 望月みゆ (Mochidsuki Miyu)                      | 甘夏ゆず (Amanatsu Yuzu)           | 大桃子サンライズ (Ōmomoko Sunrise) |
| 暱稱       | みーちゃん,みさこ                                        | 汐りん                                          | ぐみてゃん             | みゆちぃ                                        | ゆずポン                           | ちゃんもも◎ 天照大桃子             |
| 樂器       | 爵士鼓                                                   | 響板                                            | 沙鈴                   | 貝斯                                            | 合成器                             | 藏族Tingsha鈸                      |
| 代表色     | 粉紅的鼓娘                                               | 戀愛蘋果色                                      | 水藍色                 | 童話綠                                          | 綿黃                               | 深海藍                             |
| 魅力點     | 面頰的痣                                                 | 黑髮雙馬尾                                      | 金髮虎牙               | 笑容                                            | 頸很長                             | 藍色頭髮                           |
| 出生地     | 千葉縣                                                   | 熊本縣                                          | 東京都                 | 熊本縣                                          | 千葉縣                             | 昴宿星團                           |
| 生日       | 10月11日                                                 | 6月16日                                         | 3月30日                | 6月4日                                          | 8月28日                            | 6月14日                            |
| 年齡       | 精神年齡13歲                                             | 5個蘋果                                         | 1000粒軟糖             | 比你小1歲                                       | 沒什麼特別的                       | 有點大人的清純派,可以喝酒的年齡    |
| 血型       | 黑足鴨型                                                 | B型                                             | B                      | AB型                                            | O                                  | B                                  |
| 粉絲愛稱   | みさっコ                                                 | 恋汐ふぁみり                                    | 愚民                   | みゆチィーズ                                    | ゆずポンズ                         | 天照大軍団                         |
| 喜歡的事物 | 演出 ,漫畫(不論主題) ,眼鏡 ,稀有動物 ,主流出道的地下團體 | 海豹 ,蝴蝶結 ,穿著可愛的洋服出門 喜歡汐りん的人 | 麥當勞的雞塊           | 晩酌 ,集點 ,抽獎活動,迪士尼動畫(愛麗絲夢遊仙境) | 桑拿 ,料理 ,漫威系列 ,星際大戰系列 | 宇宙 ,音樂 ,喜劇                   |

### 前成員
- 金子沙織

　　原組成員，主唱兼鼓手。暱稱是「かっちゃん」，代表色是暗黑紫瞳，2013年5月7日前擔任隊長，在2013年9月19日的LIVE的最後宣佈退出。
　　不再當偶像，轉為演員。
- 水玉らむね

　　魔法的鈴鼓，代表色是魔法的薰衣草。2013年5月7日時加入，在2014年4月6日的LIVE中宣佈退出。
　　加入バンもん！之前，在秋葉原Dear Stage活動，但2015年4月25日時離開了。

### 小隊
- BLUE TWINS（七星ぐみ、天照大桃子）

單曲「夏のOh!バイブス / シンデレラブルース」
- Cotton Rabbits（鈴姫みさこ、甘夏ゆず）

單曲「夏のOh!バイブス / ヒーローズ」
- Chou Chou Cream（恋汐りんご、望月みゆ）

單曲「夏のOh!バイブス / アイスクリームになりたいの♡」

## 經歷

### 2012年（雙鼓手時期）
10月3日，透過日本華納音樂發售迷你專輯「バンドじゃないもん!」，以偶像風格正式出道。
10月12日，在演出舉行三盤兩勝來決定みさこ當隊長。

### 2013年（雙鼓手&三重魔幻時期／叩打舞動節奏時期）
5月7日，宣佈恋汐りんご、水玉らむね、七星ぐみ將加入。成員加入的新體制下，みさこ改名為鈴姫みさこ。還到熱海強化集訓，期間，かっちゃん與みさこ舉行絲襪相撲，みさこ隊長降格了。（雙鼓手&三重魔幻時期）
5月24日，舉行最後一次二人體制的演出。
6月8日，舉行首次包含新加入成員的五人體制的演出。
7月12日，決定粉絲的愛稱為「もんスター」。
9月19日，かっちゃん金子沙織在公演中宣佈退出。
10月17日，宣佈望月みゆ加入，翌日，初次踏上「ライジングガール・次世代くりえいたー女子祭り」＠渋谷2.5D 的舞台。（叩打舞動節奏時期）

### 2014年（偶像界的綜合媒材時期）
2月22日，宣佈水玉らむね將在4月6日的演出中退出，舉辦招募新成員的試鏡。
4月6日，宣佈根據試鏡選出的甘夏ゆず、天照大桃子將加入。みさこ再次成為隊長。（偶像界的綜合媒材時期）
5月16日，在新宿LOFT舉辦首次六人體制的演出「SHINJUKU LOFT 15TH ANNIVERSARY EXTRA!!Presents ばんばんネギ大もり!!!」。

### 2015年
2月6日，開設官方粉絲俱樂部「ショコラ・クラブ」。

### 2016年
1月9日、在「全國巡演2016 〜てっぺん目指そうぜ！武者修行編〜」的大阪公演中宣佈，透過波麗佳音重新出道。
12月15日，甘夏ゆず參加週刊YOUNG JUMP的企劃「サキドルエースSURVIVAL SEASON6」，被刊登在3,4合併的特大號，為雪恥在SEASON5落敗的天照大桃子。

### 2017年
1月1日，天照大桃子改名為大桃子サンライズ。
3月9日，甘夏ゆず在サキドルエースSURVIVAL SEASON6 中勝出，成為週刊YOUNG JUMP15號的封面人物。

## 作品

### 單曲
| 張數                 | 名稱                                    | 發行日期       | 最高排名   |
| 雙鼓手時期           | 雙鼓手時期                              | 雙鼓手時期     | 雙鼓手時期 |
| -------------------- | --------------------------------------- | -------------- | ---------- |
| 1st                  | ショコラ・ラブ                          | 2013年2月6日   | 119位      |
| 雙鼓手&三重魔幻時期  |                                         |                |            |
| 2nd                  | UP↑ぷらいむ / タカトコタン-Forever      | 2013年8月21日  | -          |
| 叩打舞動節奏時期     |                                         |                |            |
| 3rd                  | 雪降る夜にキスして                      | 2013年12月18日 | 20位       |
| 偶像界的綜合媒材時期 |                                         |                |            |
| 4th                  | ツナガル! カナデル! MUSIC               | 2014年9月17日  | 14位       |
| 5th                  | NaMiDa / White Youth                    | 2015年11月25日 | 11位       |
| 6th                  | キメマスター！ / 気持ちだけ参加します。 | 2016年5月18日  | 5位        |
| 7th                  | 夏のOh!バイブス                         | 2016年8月24日  | 7位        |
| 8th                  | YAKIMOCHI                               | 2017年1月11日  | 5位        |
| 9th                  | YATTA！                                 | 2017年1月11日  | 8位        |
| 10th                 | METAMORISER                             | 2017年5月17日  | 5位        |
| 11th                 | Q.人生それでいいのかい？                | 2017年10月11日 | 23位       |

### 專輯
| 張數                 | 名稱                                    | 發行日期      | 最高排名   | 備註       |
| 雙鼓手時期           | 雙鼓手時期                              | 雙鼓手時期    | 雙鼓手時期 | 雙鼓手時期 |
| -------------------- | --------------------------------------- | ------------- | ---------- | ---------- |
| 1st                  | バンドじゃないもん!                     | 2012年10月3日 | 149位      | 迷你專輯   |
| 偶像界的綜合媒材時期 |                                         |               |            |            |
| 1st                  | Re:start                                | 2015年4月22日 | 22位       |            |
| 2nd                  | 完ペキ主義なセカイにふかんぜんな音楽を♥ | 2017年3月8日  | 4位        |            |

### 商業合作作品
| 時期   | 歌曲        | 合作                                        | 收錄CD      |
| ------ | ----------- | ------------------------------------------- | ----------- |
| 2017年 | METAMORISER | 電視動畫「怪怪守護神」主題曲                | METAMORISER |
| 2017年 | FAN+TIC     | 2017年MAKESOFT最新「FAN+TIC」PURI機應援歌曲 | METAMORISER |

## MV／PV
| 發佈日期 | 發佈日期 | 名稱                                                        | 收錄單曲／專輯                          |
| -------- | -------- | ----------------------------------------------------------- | --------------------------------------- |
| 2012年   | 9月17日  | 「PAHIPAHI」（页面存档备份，存于）                          | バンドじゃないもん!                     |
| 2013年   | 1月23日  | 「巧克力・愛」（页面存档备份，存于）                        | ショコラ・ラブ／バンドじゃないもん!     |
| 2013年   | 8月27日  | 「UP↑角分符號／TAKATOKOTAN-Forever-」（页面存档备份，存于） | UP↑ぷらいむ / タカトコタン-Forever      |
| 2013年   | 12月3日  | 「在降雪之夜接吻」（页面存档备份，存于）                    | 雪降る夜にキスして                      |
| 2015年   | 4月20日  | 「君の笑顔で世界がやばい」                                  |                                         |
| 2015年   | 11月24日 | 「NaMiDa」                                                  | ショコラ・ラブ／バンドじゃないもん!     |
| 2016年   | 5月9日   | 「キメマスター! 」                                          |                                         |
| 2016年   | 7月28日  | 「夏のOh!バイブス」                                         | 夏のOh!バイブス                         |
| 2016年   | 8月25日  | 「灰姑娘之藍」（页面存档备份，存于）                        | 夏のOh!バイブス                         |
| 2016年   | 9月15日  | 「HEROS」（页面存档备份，存于）                             | 夏のOh!バイブス                         |
| 2016年   | 12月22日 | 「YAKIMOCHI」（页面存档备份，存于）                         | YAKIMOCHI                               |
| 2017年   | 1月5日   | 「YATTA！」                                                 | YATTA！                                 |
| 2017年   | 3月7日   | 「青春カラダダダッシュ！」                                  |                                         |
| 2017年   | 3月14日  | 「しゅっとこどっこい」                                      |                                         |
| 2017年   | 3月21日  | 「你是HERO」（页面存档备份，存于）                          | 完ペキ主義なセカイにふかんぜんな音楽を♥ |
| 2017年   | 5月14日  | 「METAMORISER」（页面存档备份，存于）                       | METAMORISER                             |

### 全國巡演
| 2016年 | 全国ツアー2016 〜てっぺん目指そうぜ！武者修行編〜                                |
| 2017年 | バンドじゃないもん！DA-DA-DASH TOUR 2017〜いっしょに達成感あじわいたいやーい！〜 |
| 2018年 | バンもん！おったまげ！肝試しツアー！                                             |
| 2019年 | バンドじゃないもん！ MAXX NAKAYOSHI JAPAN TOUR 2019 令和元年！NAKAYOSHI幕府♡     |
| 2020年 | バンもん！八周年 すゑひろがりツアー                                              |
| 2021年 | バンもん！全国ツアー2021『極仲良的旅』                                           |
| 2022年 | バンもん！全国ツアー2022「らぶらぶ♡マウンティングツアー」                        |
| 2023年 | バンもん！あちちちっ♡PIZZAツアー▽〜日本全国47都道府県へ愛をおとどけ✩〜           |
| 2024年 | バンもん！全国ツアー2024【SIX AND THE CITY】〜祝！6人になって10周年のキセキ〜    |

## 出演

### 電視動畫
2017年
- 怪怪守護神（四郎眾女孩）（第8集登場）

## 備註欄
1. ↑  . バンドじゃないもん！MAXX NAKAYOSHI.   [2020-05-26]. （原始内容存档于2021-12-22）.
2. ↑  . 音楽ナタリー. 2018-11-09  [2018-12-24]. （原始内容存档于2021-12-22）.
3. ↑  みさこ(主唱兼鼓手)，かっちゃん(主唱兼鼓手)，劔樹人(貝斯)，ミナミトモヤ(電子琴兼作曲)
4. ↑  多重主義!演奏節奏!偶像界的綜合媒材!
5. ↑  同時是同經紀公司的樂隊神聖かまってちゃん的鼓手。
6. ↑  除了成合器，還會吉他、貝斯、爵士鼓、作曲作詞。
7. ↑  實際是神奈川縣。
8. ↑  「もんスター」（Monster同音），もん是バンもん的もん。
9. ↑  「ショコラ・クラブ」名字源於首張單曲名「ショコラ・ラブ」。
10. ↑  . モデルプレス - modelpress - ライフスタイル・ファッションエンタメニュースサイト.   [2017-05-24]. （原始内容存档于2018-06-23） （日语）.
11. ↑  . MANTANWEB（まんたんウェブ）.   [2017-05-24]. （原始内容存档于2017-03-09）.
12. ↑  「YATTA！」是翻唱自日本組合葉子隊的同名歌曲

## 外部連結

### 官方網站
- バンドじゃないもん！官方網站（页面存档备份，存于）
- バンドじゃないもん！官方Twitter（页面存档备份，存于） (@bandjanaimon)
- バンドじゃないもん！Youtube（页面存档备份，存于） - ponycanyon Youtube

　　舊バンドじゃないもん！Youtube（页面存档备份，存于） - warnermusicjapan Youtube
- バンドじゃないもん！Perfect Music 頁面[永久]
- バンドじゃないもん！官方ameblo部落格（页面存档备份，存于）

### ameblo部落格
ポップ☆ロック☆アイドル日記（页面存档备份，存于） - 鈴姫みさこ
恋汐りんごの 絶対ヒロイン♡宣言! なの(U 'ᴗ' U)（页面存档备份，存于） - 恋汐りんご
七星ぐみのオフィシャルブリョ…あ噛んじゃった(○´・ω・`○)（页面存档备份，存于） - 七星ぐみ
＼みゆちぃの! ／チィ—ズFactory♡（页面存档备份，存于） - 望月みゆ
甘夏ゆずのHOW TO YUZU!（页面存档备份，存于） - 甘夏ゆず
CHAЙMOMO of PДrДdiSё（页面存档备份，存于） - 天照大桃子
　舊ameblo部落格
　ひろいん☆すてっち（页面存档备份，存于） - 恋汐りんご
　＼いちごタルト宣言／（页面存档备份，存于） - 望月みゆ

### Twitter
- 鈴姫みさこ（页面存档备份，存于） (@SKCmisako)
- 恋汐りんご（页面存档备份，存于） (@sioringogo)
- 七星ぐみ（页面存档备份，存于） (@gumi_nanase)
- 望月みゆ（页面存档备份，存于） (@myc416)
- 甘夏ゆず（页面存档备份，存于） (@yuzu_amanatsu)
- 天照大桃子（页面存档备份，存于） (@chanmomochan10)

### Instagram
- 鈴姫みさこ（页面存档备份，存于） (skcmisako)
- 恋汐りんご（页面存档备份，存于） (sioringogo)
- 七星ぐみ（页面存档备份，存于） (makeinuchan_)
- 望月みゆ（页面存档备份，存于） (myc416)
- 甘夏ゆず（页面存档备份，存于） (yuzu_amanatsu)
- 天照大桃子（页面存档备份，存于） (xchanmomox)